# Nasale uvulare sorda
La nasale uvulare sorda è un tipo estremamente raro di suono consonantico, utilizzato in pochissime lingue parlate. Il simbolo nell'alfabeto fonetico internazionale che rappresenta questo suono è la nasale uvulare ma con un segno diacritico sottostante che indica che è una consonante sorda⟨ ɴ̥ ⟩. Il simbolo X-SAMPA equivalente è. N\_0.
Esiste anche il nasale preuvulare sorda nel dialetto Mishongnovi della lingua Hopi, che è articolato un po' più frontalmente rispetto al punto di articolazione del prototipo del nasale uvulare sorda, sebbene non così frontale come il prototipo del nasale velare sorda. L'alfabeto fonetico internazionale non ha un simbolo separato per quel suono, sebbene possa essere trascritto come ⟨ɴ̟̊⟩ (avanzato ⟨ɴ̥⟩), ⟨ŋ̠̊⟩ o ⟨ŋ̊˗⟩ (entrambi i simboli denotano un retratto ⟨ŋ̊⟩).

## Caratteristiche
- il suo modo di articolazione è nasale, perché questo fono è dovuto all'occlusione del canale orale (la bocca) e al conseguente deflusso dell'aria dal naso;
- il suo luogo di articolazione è uvulare, perché nel pronunciare tale suono il dorso della lingua si porta a contatto con l'ugola.
- è una consonante sorda, in quanto questo suono è prodotto solo dal sibilare dell'aria e non dalle corde vocali.

## Occorrenza
Questo raro fonema è stato trovato nelle lingue Chamdo: Lamo (dialetto Kyilwa), Larong (dialetto Tangre Chaya), Drag-yab (dialetto Razi). Contrasta con i fonemi /ŋ/, /ŋ̊/ e /ɴ/.